# Le Temple (Loir-et-Cher)
Le Temple é uma comuna francesa na região administrativa do Centro, no departamento de Loir-et-Cher. Estende-se por uma área de 13,32 km². Em 2010 a comuna tinha 193 habitantes (densidade: 14,5 hab./km²).